# GOLDEN☆BEST 佐野量子 コンプリート・シングル・コレクション
『GOLDEN☆BEST 佐野量子 コンプリート・シングル・コレクション』（ゴールデン☆ベスト さのりょうこ - ）は、佐野量子のベスト・アルバム。発売日は2005年4月20日。発売元はBMG JAPAN。規格品番：BVCK-38103。

## 解説
さまざまなレコード会社から発売されている“ゴールデン☆ベスト”シリーズの中の1枚で、アイドル歌手として活動した佐野量子が1980年代後半から1990年代初頭にかけて発売した全シングルA面曲を収録したコンプリート・シングル・コレクション。結婚による芸能界引退後に発売されたCDとなる。

## 収録曲
特記以外　作詞:秋元康
1. ファースト・レター
  - 作曲・編曲:水谷公生
2. 蒼いピアニシモ
  - 作曲:松尾一彦　編曲:今泉敏郎
3. 雨のカテドラル
  - 作曲:松尾一彦　編曲:今泉敏郎
4. 教科書のイニシャル
  - 作曲・編曲:水谷公生
5. 瞳にピアス
  - 作曲・編曲:水谷公生
6. 夢からさめない
  - 作曲: 松尾一彦　編曲:船山基紀
  - オリジナル・ビデオ・アニメーション『夢からさめない』主題歌
7. 4月のせいかもしれない
  - 作曲・編曲:後藤次利
8. 夏のフィナーレ
  - 作詞:松本一起　作曲:MAYUMI　編曲:鷺巣詩郎
9. レタスの恋愛レポート
  - 作詞:松本一起　作曲:財津和夫　編曲:船山基紀
10. 星空回線
  - 作詞:来生えつこ　作曲:来生たかお　編曲: 瀬尾一三
11. TOMORROW
  - 作詞:有川正沙子　作曲・編曲:牧野信博
12. 哀愁エクスプレス
  - 作詞:有川正沙子　作曲:牧野信博　編曲:鷺巣詩郎
13. さよならが聞こえない
  - 作詞:森田由美　作曲・編曲:水谷公生
14. あくび
  - 作曲:見岳章　編曲:石川鷹彦
15. しあわせをいつまでも
  - 作曲・編曲:見岳章
16. 夏・元気印
  - 作詞:佐野量子・帆苅伸子　作曲:三浦一年　編曲:山川恵津子
17. 季節の終りに
  - 作詞:魚住勉、作曲・編曲:Mark Davis

## 主なタイアップ
- 夏・元気印 - フジテレビ系『MISSショットクラブ』エンディング・テーマ
- 季節の終りに - 日本テレビ系『スター爆笑Q&A』エンディング・テーマ